# Національна асамблея Еквадору
Національна асамблея (ісп. Asamblea Nacional) — законодавчий орган (парламент) Еквадору.